# Poloni(II) chloride
Poloni(II) chloride là một hợp chất vô cơ có thành phần gồm nguyên tố kim loại phóng xạ poloni và nguyên tố chlor. Công thức hóa học của hợp chất này theo quy ước là PoCl2.

## Điều chế
PoCl2 có thể thu được bằng halogen hóa kim loại poloni hoặc bằng phương pháp dehalogen hóa hợp chất poloni(IV) chloride, PoCl4. Cũng có thể dùng phương pháp dehalogen hóa PoCl4 bằng cách nhiệt phân với mức nhiệt 300 °C, hoặc bằng phương pháp khử lạnh, hơi ẩm PoCl4 bằng lưu huỳnh dioxide và làm nóng PoCl4 trong một dòng carbon monoxide hoặc hydro sulfide ở nhiệt độ 150 °C (302 °F; 423 K).

## Phản ứng
PoCl2 hòa tan trong acid chlorhydric pha loãng tạo ra một dung dịch màu hồng, dễ bị oxide hóa thành Po(IV). Ngoài ra, PoCl2 còn bị oxide hóa nhanh bởi hydro peroxide hoặc nước chlor. Bổ sung kali hydroxide vào dung dịch màu hồng cho kết quả là một chất kết tủa màu nâu sẫm – có thể là PoO dạng ngậm nước hoặc Po(OH)2 – sau đó lại nhanh chóng bị oxy hóa thành Po(IV). Với acid nitric loãng, PoCl2 tạo thành một dung dịch màu đỏ đậm (có thể là Po(NO3)2), tiếp theo là một chất kết tủa trắng có thành phần không rõ.